# صدرالدین دشتکی
سید الحکما محمد بن ابراهیم حسینی دشتکی شیرازی معروف به صدرالدین دشتکی و سید سند. از اعاظم حکماء دوره اسلامی و از افراد صاحب نظر است، تا زمان میرداماد افکار و آراء و آثار او و معاصر نامدارش جلال‌الدین دوانی، در میان فضلا و طالبان حکمت مطرح بود.

## حیات و خانواده
نام کامل وی محمد ین منصور ین محمد ین ابراهیم حسینی دشتکی است که به محمد صدر الدین مشهور شده‌است. وی در روز سه شنیه دوم شعبان سال ۸۲۸ هجری قمری در محلهٔ دشتک شیراز زاده شده‌است. سادات دشتکی، از قرن پنجم در شیراز ساکن شده‌اند. نسب خانوادگی ایشان به زید بن علی ین الحسین می‌رسد. بزرگ‌ترین فردی که از این سلسله به وی اشاره شده‌است، سید علی خان مدنی دشتکی شیرازی دانشمند و ادیب نامدار بوده که صاحب کتاب‌های گوناگونی در حدیث و فقه و ادبیات و تاریخ همچون: ریاض السالکین (شرح صحیفه سجادیه)، سلافة العصر، سلوة الغریب و الحدائق الندیة فی شرح فوائد الصمدیة است.

## تحصیلات
صدرالدین محمد دشتکی مشهور به سید سند یکی از بزرگ‌ترین فیلسوفان مکتب فلسفی شیراز است. ملاصدرا از وی با القابی همچون بعض المدققین و بعض الاماجد یاد می‌کند.